# Laguna Colorada, Sinaloa
Laguna Colorada är en ort i Mexiko.   Den ligger i kommunen Culiacán och delstaten Sinaloa, i den västra delen av landet, 1 000 km nordväst om huvudstaden Mexico City. Laguna Colorada ligger 71 meter över havet och antalet invånare är 765.
Terrängen runt Laguna Colorada är platt söderut, men norrut är den kuperad. Runt Laguna Colorada är det ganska tätbefolkat, med 108 invånare per kvadratkilometer. Närmaste större samhälle är Culiacán, 14,5 km nordväst om Laguna Colorada. I omgivningarna runt Laguna Colorada växer huvudsakligen savannskog.